# Вильгельм Опавский
Вильгельм (Вилем) Опавский (чеш. Vilém Opavský, пол. Wilhelm Opawski; ок.1410 — 15 августа 1452) — князь Опавский (1433—1452) и Зембицкий (1443—1452).
Вилем был старшим из двух сыновей опавского князя Пржемысла I от его второй жены Катарины Зембицкой, дочери князя Болеслава III Зембицкого.
Его отец умер в 1433 году, оставив пятерых сыновей от трех браков. Хотя Пржемысл I оговорил в своем завещании, что его сыновья будут править Опавским княжеством совместно, братья около 1435 года разделили свое наследство. Княжество Глубчицкое было отделено от Опавского и отдано старшему брату Вацлаву II. Второй брат Микулаш IV Опавский получил город Злате-Гори. Собственно Опавское княжество было разделено на три части, которые достались Вацлаву II, Вилему и его младшему родному брату Эрнесту. Самому младшему брату Пржемыславу II была предназначена духовная карьера и он не получил доли княжества, хотя до конца жизни именовал себя князем Опавским. Княжество в итоге оказалось настолько раздробленным, что доходы от него не покрывали расходов на жизнь его правителей. Вилем не видел другого выхода, кроме как стать раубриттером.
Положение Вилема Опавского изменилось в начале 1440-х годов, когда обострился конфликт вокруг права на владение Зембицким княжеством. После гибели в 1428 году последнего зембицкого князя Яна в сражении с гуситами при Стары-Велиславе княжество было включено в состав Чешского королевства, а год спустя (в 1429 году) передано в залог чешскому магнату Путу III из Частоловиц. Сестра князя Яна Евфимия заявила о своих претензиях на Зембице, и после смерти Путы III из Частоловиц в 1434 году была официально объявлена княгиней Зембицкой.
С этим не согласилась вдова Путы III Анна из Кольдиц. В 1440 году она вышла замуж за Гинека Крушину из Лихтенбурка и передала ему свои права на Зембицкое княжество. Гинек попытался завоевать Зембице силой, но городские сословия дали ему отпор. В этой ситуации Вилем предъявил свои претензии на Зембицкое княжество, поскольку он приходился родственникам обеим противоборствующим сторонам: через свою мать Катарину Зембицкую он был племянником Евфимии Зембицкой, а его женой была Саломея из Частоловиц, младшая дочь Путы III.
Для укрепления своих позиций Вилем заключил союз с влиятельным епископом Вроцлава Конрадом и большинством силезским князей против Гинека из Лихтенберка. Епископ Конрад в 1443 году сделал его генеральным старостой Силезии; он превратился из раубриттера в защитника мира и порядка и возглавил борьбу против разбойничьих банд.
В 1443 году был достигнут итоговый компромисс: сословия Зембице провозгласили своим князем Вилема, и с этим согласилась как княгиня Евфимия, так и сторонники Панов из Частоловиц. Только Гинек из Лихтенбурка отказывался признавать это решение, и в 1444 году ему был выделен город Зомбковице-Слёнске, жители которого неизменно поддерживали его.
В 1451 году Вилем завещал Зембицкое княжество своему брату Эрнесту в обмен на принадлежащую ему треть Опавского княжества. Получив таким образом две трети Опавского княжества, он завещал их трем своим сыновьям.
Вилем Опавский умер 15 августа 1452 года и был похоронен в церкви Святого Духа в Опаве. Его брат Эрнест взял на себя опеку над детьми Вилема. Но он быстро промотал свое состояние, и в 1456 году продал Зембицкое княжество чешскому магнату и будущему королю Иржи из Подебрад. Приблизительно в это же время он продал принадлежащие его племянникам 2/3 доли Опавского княжества князю Болеславу V Опольскому.

## Семья и дети
В 1435 году Вилем женился на Саломее из Частоловиц (1418 — 26 февраля 1489), младшей дочери Путы III из Частоловиц. У них было пятеро детей:
- Фридрих (ок. 1440 — 1470), князь Опавский (1452-1456)
- Катарина (ок. 1443 — 1505), вышла замуж за князя Жаганьского Яна II
- Вацлав III (ок. 1445 — 1474), князь Опавский (1452-1456)
- Анна (ок. 1448 — 15 августа 1515), ставшая аббатисой монастыря в Тшебнице
- Пржемысл III (ок. 1450 — 17 февраля 1493), князь Опавский (1452-1456)